# Fools (band)
Fools (soms The Fools) was een Volendamse muziekgroep.

## Geschiedenis
Fools was werkzaam tussen 1969 en 1975. Het was een vertegenwoordiger van de palingpop, die toen populair was in voornamelijk Noord-Holland. Fools is een vrijwel onbekende band gebleven in tegenstelling tot bijvoorbeeld The Cats. 
Toen Fools stopte, kwam een deel van de musici terecht in Jen Rog.

## Singles
Fools heeft in de loop der jaren vijf singles uitgebracht:
- Where is the day (deze single vermeldde als artiest Fools (Volendam))
- Deo the bananaboat song
- Going back in time
- Jack & Jill
- Sunshine girl

## Musici
- Siem Schilder – zang (Jen Rog)
- Jack Veerman – gitaar
- Piet Veerman – orgel
- Jaap Smit – basgitaar (Jen Rog)
- Thoom van Vlaanderen – slagwerk